# Samuel Schmitt
Samuel Abraham Wilhelm (Sammy) Schmitt (* 20. September 1920 in Viernheim, Landkreis Bergstraße; † 3. Juni 2002 in Zürich) war ein deutsch-schweizerischer Schriftsteller und Verleger.

## Leben
Als Sohn eines Missionskaufmanns (Basler Mission) und einer aus pietistischer Familie stammenden Mutter besuchte er die Volksschule in Viernheim und das Realgymnasium in Weinheim. Aus religiösen Gründen verweigerte er den Eintritt in die Hitlerjugend und den Hitlergruß und emigrierte 1935 in die Schweiz, wo er die Kantonale Handelsschule in Basel bis 1938 besuchte. Da er dort keine Lehrstelle antreten durfte, flüchtete er nach Belgien (Antwerpen und Genk, Provinz Limburg).
1940 nach Einmarsch der Deutschen wurde er interniert und in den vom Vichy-Regime beherrschten Teil Frankreichs deportiert. Er wurde in verschiedenen Internierungslagern inhaftiert, darunter Camp de Gurs (Département Pyrénées-Atlantiques), zuletzt ins Übergangslager Les Milles (heute Stadt Aix-en-Provence). Gewarnt, dass er wegen seines Vornamens als Jude galt und auf einer Liste zum Abtransport nach Auschwitz stand, floh er über Marseille in die Schweiz.
Im Oktober 1942 kam er in ein Arbeitslager in der Schweiz. Dort war er Redaktionsmitglied der Flüchtlingszeitung „Über die Grenzen“. Es folgten verschiedene Veröffentlichungen und die Mitgliedschaft im P.E.N.-Zentrum deutschsprachiger Autoren im Ausland. Nach Erhalt der Arbeitserlaubnis 1949 als Staatenloser übernahm er die Vertretung des Schweizer Kunstverlags „Kunstkreis“ in Deutschland.
1956 gründete Schmitt den „Viernheim-Verlag-Viernheim“ mit Verlegung von Kunstreproduktionen und bibliophilen Büchern im Handsatz.
1959 wurde Schmitt in der Schweiz eingebürgert (Kanton Zürich). 1967/1968 gab er den Verlag in Deutschland auf und führte ihn in kleinem Umfang in der Schweiz weiter. 1968–1985 war er Revisor beim Schweizerischen Kaufmännischen Verband.
Schmitt war Mitglied im Vorstand der Christlich-jüdischen Arbeitsgemeinschaft im Kanton Zürich. Als Holocaustüberlebender und Zeitzeuge wirkte er mit am französisch-deutschen Dokumentarfilm von 1988 Les camps de silence - Lager des Schweigens von Bernard Mangiante über die südfranzösischen Gefangenenlager während des Vichy-Regimes. Er veröffentlichte zu den Lagern in Frankreich und zu christlich-jüdischen Themen.
Schmitt starb am 3. Juni 2002 in Zürich. Sein Grab befindet sich in Viernheim. Sein Nachlass (Teilnachlass) wird im Deutschen Exilarchiv 1933–1945 der Deutschen Nationalbibliothek in Frankfurt am Main. verwahrt.

## Schriften
- X, mein Partner. Wanderer Verlag, Zürich 1945.
- Das Glück ein Narr zu sein. Erzählung. Mondial Verlag, Winterthur 1946.
- Am Rande notiert. Anmerkungen zum christlich-jüdischen Zusammenleben. Viernheim-Verlag-Viernheim, Zürich 1983, ISBN 3-921022-45-2, überarbeitete Neuausgabe Verlag Frank Albrecht, Schriesheim 1990, ISBN 3-926360-08-9.
- Schönheitswettbewerb bei Luzifer. Linolschnitte von Helmut Zimmermann, bibliophiler Druck. Viernheim-Verlag-Viernheim, Zürich 1956.
- Der Bettler Gottes, mit elf Linolschnitten von Alfred E. Walser. Bibliophiler Druck. Viernheim-Verlag-Viernheim, Zürich 1959.
- mit Edwin M. Landau (Hrsg.): Lager in Frankreich. Überlebende und ihre Freunde. Zeugnisse der Emigration, Internierung und Deportation. Verlag v.Brandt, Mannheim 1991, ISBN 3-926260-15-7.